# Emma Mærsk
O Emma Mærsk é um navio porta-contentores dinamarquês. Em 2010 o navio passou a ser a maior embarcação do mundo, quando começou a ser desmontado na Índia o superpetroleiro Knock Nevis que ostentava esta marca anteriormente.
O Emma Mærsk é o navio líder da Classe Mærsk E, que é composta por 8 navios com as mesmas características.
O nome do navio é uma homenagem a Emma Mc-Kinney Møller esposa de Mærsk Mc-Kinney Møller sócio do grupo empresarial A.P. Moller-Maersk.

## Características

Quadro comparativo de tamanho

O Emma Maersk está registrado na Dinamarca e entrou em operação em setembro de 2006 atuando na rota da Ásia à Europa.
Com seus 397 metros de comprimento e 56 metros de boca, pode transportar cerca de 14.770 conteiners de 20 pés.
O navio é movido por um Wärtsilä-Sulzer 14RTFLEX96-C, a maior unidade a diesel do mundo, com um potência dee 81 MW (109.000 hp). O seu consumo é de 14.000 litros de óleo combustível pesado por hora.
A pintura de seu casco a base de silicone, reduz a resistência da água e com isso é economizado cerca de 1,2 milhão de litros de combustível por ano.
Possui 11 gruas para o auxilio de carregamento e descarregamento.

## História
O navio foi batizado em 12 de agosto de 2006, e recebeu o nome da falecida esposa de Mærsk Mc-Kinney Møller. Em sua viagem inaugural em 8 de setembro de 2006, partiu de Aarhus, com escala em Gotemburgo, Bremerhaven, Rotterdam, Algeciras, passando pelo Canal de Suez, chegando a Singapura em 1 de outubro.
Em 2008, o navio apareceu em um episódio da série de documentários para a televisão  Mighty Ships , durante uma viagem entre a Malásia e a Espanha.
Em 2011, o Banco Nacional da Dinamarca emitiu uma moeda comemorativa de 20 DKK em homenagem ao Emma Maersk.

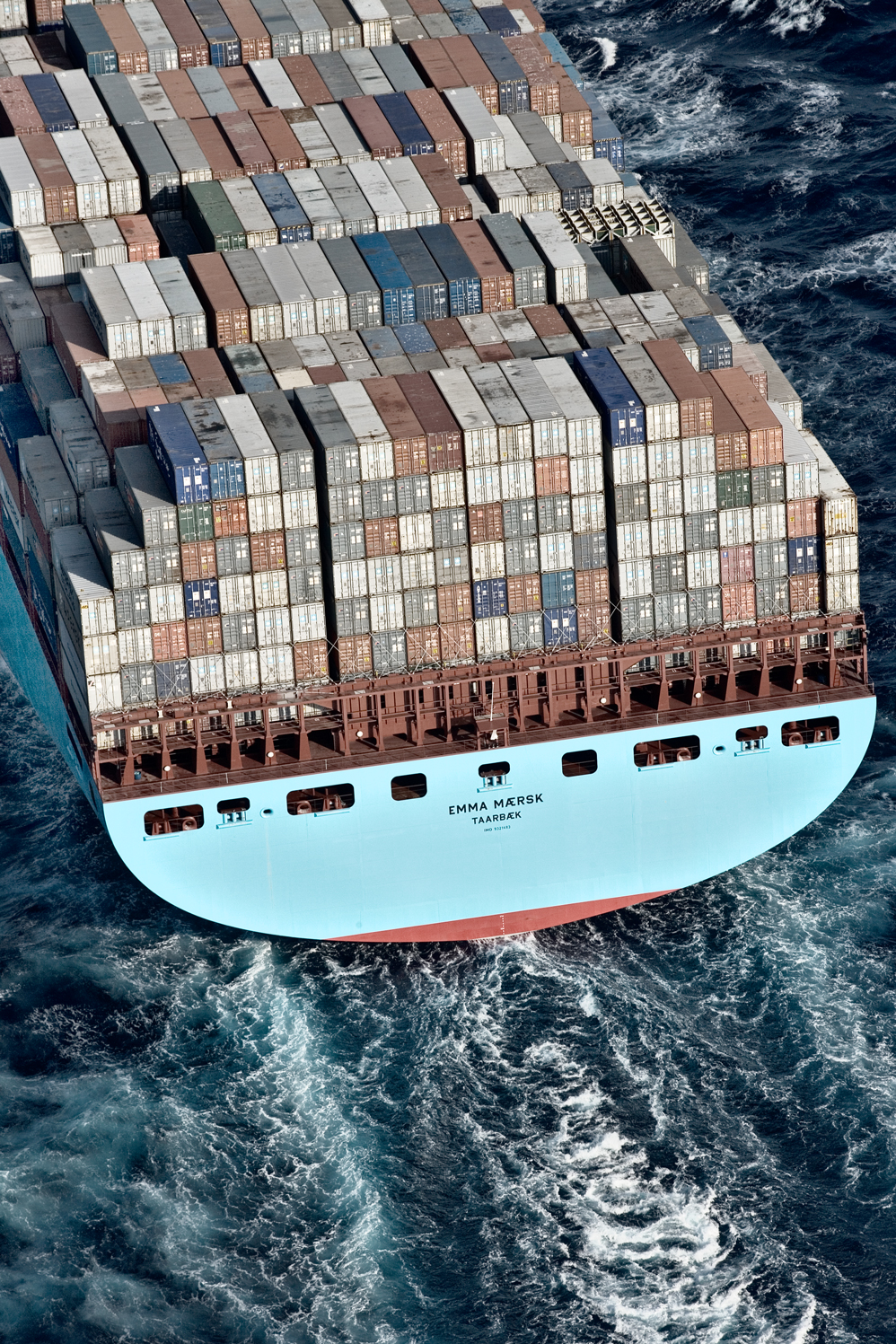
O Emma Mærsk em uma foto aérea

## Incidentes e acidentes
O navio foi construído no estaleiro Odense Staalskibsværft localizado no município de Odense na Dinamarca. Durante a construção em consequência de uma operação de soldagem, a ponte de comando do navio pegou fogo, que se alastrou para outros pisos inclusive as cabines. O incêndio de grandes proporções foi extinto por bombeiros locais e tripulantes. O acidente ocasionou um atraso na entrega da embarcação.
Durante uma travessia do Canal de Suez em 1 de fevereiro de 2013, o navio sofreu uma avaria em seu sistema propulsor de popa e passou a fazer água. Sem condições de manobrar a embarcação foi rebocada até Porto Said, onde descarregou sua carga de 13.500 contêineres e passou por reparos.
Em 15 de fevereiro de 2013, o navio deixou o Port Said rebocado em direção a um estaleiro em Palermo,  para avaliação e reparos adicionais. Em 25 de fevereiro aportou na Sicília, o motor que tinha sido inundado foi desmontado e reparado em um conserto previsto para quatro meses a um custo de US$ 44,5 milhões. Em agosto de 2013 o Emma Maersk voltou ao serviço.